# Kill or Be Killed
Kill or Be Killed es el cuarto episodio de la primera temporada de la serie estadounidense de drama y ciencia ficción, The Tomorrow People. El episodio fue escrito por Nicholas Wootton y Alex Katsnelson y dirigido por Guy Bee. Fue estrenado el 30 de octubre de 2013 en Estados Unidos por la cadena The CW.
Después de años de estar en la clandestinidad, Killian McCrane uno de los más buscados por Ultra reaparece y Stephen busca la ayuda de John para atraparlo. En un principio, John se niega pero cambia de opinión cuando descubre que McCrane no está tras Jedikiah. Cara le cuenta a Stephen la historia entre John y Killian, que trae recuerdos del pasado de John, quien hace algo que pensó que jamás volvería a hacer. Finalmente la madre de Stephen comienza a sospechar de sus actividades, poniéndolo en una posición incómoda.

## Argumento
Killian McCrane, un exagente de Ultra regresa a la ciudad en busca de venganza. La noticia de la presencia de McCrane pronto llega a oídos de Jedikiah, quien encomienda la misión a Stephen y Darcy. Pronto, Stephen acude a John, quien le cuenta que Killian fue uno de los experimentos de Ultra cuando él era aprendiz de Jedikiah. Killian logró escapar y juró venganza.

## Elenco
- Robbie Amell como Stephen Jameson.
- Peyton List como Cara Coburn.
- Luke Mitchell como John Young.
- Aaron Yoo como Russell Kwon.
- Madeleine Mantock como Astrid Finch (crédito solamente).
- Mark Pellegrino como el Dr. Jedikiah Price.

## Continuidad
- Este es un episodio centrado en John.
- Es el primer episodio en el que un personaje principal (Astrid) no aparece.
- El episodio marca la primera aparición de Killian McCrane.
- Marla Jameson fue vista anteriormente en In Too Deep.
- Se revela que Jedikiah rescató a John de un hogar adoptivo.
- En este episodio, Marla comenta que el nombre del padre de sus hijos es Roger.

- En Pilot e In Too Deep se menciona en repetidas ocasiones que su nombre es Jack.

- Stephen salva a Jedikiah de morir en una explosión provocada por Killian McCrane.
- En este episodio se revela que John es capaz de asesinar debido a un experimento de Jedikiah.
- Killian McCrane muere en este episodio.
- John le declara abiertamente la guerra a Jedikiah.

## Banda sonora[3]
| N.º | Intérprete    | Título       | Álbum               |
| --- | ------------- | ------------ | ------------------- |
| 1   | Echo Kings    | I Can't Wait | Echo Kings          |
| 2   | The Offspring | All I Want   | Ixnay on the Hombre |

## Casting
El 7 de agosto se dio a conocer que Jason Dohring se fue contratado para interpretar a Killian McCrane, un agente paranormal que trabajaba con John en Ultra, que reaparece para vengarse.

## Recepción

### Recepción de la crítica
Amanda Beth, de Seriable.com otorgó al episodio una calificación de 9/10, comentando: "Este fue uno de los episodios más fuertes hasta ahora. Se siente como si la serie puede estar empezando a tomar ritmo. Esperemos que pueda mantenerlo".
Jim McMahon, de IGN calificó al episodio como bueno y le otorgó una calificación de 7.0, diciendo: "Al final, a pesar de ser un buen episodio, esta hora me dejó menos satisfecho con la serie que cuando comenzó. Dohring, siempre es una presencia bienvenida. Ver a un carismático villano inestable simplemente sirve como un recordatorio de que la mayoría de los chicos del mañana son sólo persona abatidas en este momento. Una serie con súper poderes y conspiraciones siniestras debe ser mucho más entretenido de lo que es ahora".

### Recepción del público
En Estados Unidos, Kill or Be Killed fue visto por 1.72 millones de espectadores, recibiendo 0.6 millones de espectadores entre los 18 y 49 años, de acuerdo con Nielsen Media Research.